# Goderam
Goderam (lateinisch Goderamnus, gelegentlich auch Goderamus, Goderannus oder Goderammus, * vor 975; † 30. Juni 1030 in Hildesheim) war ein Benediktinermönch in Köln und Hildesheim und seit 1022 erster Abt des Klosters St. Michaelis in Hildesheim. Er war Besitzer und Kenner der ältesten überlieferten, in karolingischer Zeit entstandenen Handschrift der Zehn Bücher über Architektur von Vitruv und, soweit dies anhand der durch „Überlieferungs-Chance und Überlieferungs-Zufall“ bestimmten Quellenlage gesagt werden kann, architectus caementarius, also ausführender Architekt, vermutlich beim Ausbau von St. Pantaleon in Köln Ende des 10. Jahrhunderts und möglicherweise auch beim Bau der Michaeliskirche in Hildesheim zu Beginn des 11. Jahrhunderts.

## Leben
Goderam war Sohn eines Markgrafen und wurde Geistlicher. Er war Dompropst in Köln, bevor er gegen Ende des 10. Jahrhunderts Propst (Abt-Stellvertreter) am Benediktinerkloster St. Pantaleon in Köln wurde, das noch unter Otto I. von dessen Bruder Brun gegründet worden war.
Im Herbst des Jahres 1022 wurde Goderam von Bischof Bernward als erster Abt des Benediktinerklosters St. Michaelis in Hildesheim eingesetzt. Er starb am 30. Juni 1030.

### Zehn Bücher über Architekturvon Vitruv
Das Werk Zehn Bücher über Architektur von Vitruv aus dem 1. Jahrhundert v. Chr. war in rund 80 mittelalterlichen Manuskripten erhalten. In der ältesten dieser mittelalterlichen Kopien, die wahrscheinlich nach 800 am Hofe Karls des Großen angefertigt worden ist, finden sich bemerkenswerterweise vier Randbemerkungen Goderams und auch der Name und Titel des Propstes Goderamnus neben der Zeichnung eines außergewöhnlichen, aus Sichelbögen zusammengesetzten Kreuzes. Es befindet sich auf einer von drei Rückseiten der Handschrift, die freibleiben mussten, weil das Pergament für ein beidseitiges Beschreiben zu dünn war. Die Handschrift befindet sich heute als Codex Harley Manuskript 2767 im Besitz der British Library in London.
Goderams Eintragungen in das Manuskript haben zu vielen Spekulationen über ihn Anlass gegeben. Die über das ganze Werk verstreuten vier Marginalien zeigen zumindest, dass sich Goderam intensiv mit Vitruvs Werk beschäftigt hat. Es war für einen Mönch, der keinen Besitz haben durfte, sehr ungewöhnlich, Klostereigentum mit dem eigenen Namen zu versehen und auch mit Randbemerkungen zu kommentieren. Die überlieferten späteren Eigentümer der Handschrift lassen es plausibel erscheinen, dass Goderam das Werk nicht mit nach Hildesheim genommen hat, sondern es in Köln in St. Pantaleon zurückließ.

### Diskussion von Goderams Bedeutung in der mediävistischen Literatur
Goderam hat sich offenbar intensiv mit Vitruvs Werk über die Architektur beschäftigt. Es ist sicher nicht abwegig, in ihm einen Baumeister und „architectus caementarius“ zu sehen, einen Architekten im modernen Sinne, der Baupläne entwirft und zeichnet und die Bauarbeiter und Maurer anleitet und beaufsichtigt.
Es ist durchaus denkbar, dass Goderam, der Propst unter dem Abt Everger an St. Pantaleon in Köln war, die Verlängerung der Halle und den Neubau des Westwerks der Klosterkirche geleitet hat, einen Ausbau dieser frühromanischen Kirche, den die Kaiserin Theophanu noch in Auftrag gegeben hatte, der aber erst 1002, über 10 Jahre nach dem Tode der Kaiserin, fertiggestellt wurde.
Bernward, der Erzieher Ottos III., des Sohnes der verwitweten Kaiserin und Regentin, lernte Goderam wohl bereits 991 bei den Beisetzungsfeierlichkeiten für die überraschend verstorbene und in St. Pantaleon bestattete Theophanu kennen, noch bevor er 993 zum Bischof von Hildesheim ernannt wurde. Denkbar ist, dass Bernward sich an der Baustelle der eindrucksvollen Basilika St. Pantaleon von der Kompetenz Goderams als Baumeister überzeugen konnte.
Bernwards Pläne zur Gründung eines Benediktinerklosters auf einem Hügel unweit des Hildesheimer Doms müssen schon bald nach seinem Amtsantritt 993 konkrete Formen angenommen haben, so dass seine Bemühungen um einen kompetenten Architekten ihn wohl den Kontakt zu Goderam erneuern ließen, in dem er überdies auch noch einen begabten Metallurgen und Gold- und Silberschmied zu schätzen wusste.
In der mediävistischen Literatur ist allerdings die Frage, seit wann genau Goderam in Hildesheim war, durchaus strittig; zwischen 996, 1016 und 1022 schwanken die Daten, die mit unterschiedlichen Argumenten begründet und verworfen werden.
So schreibt z. B. Christoph Schulz-Mons:

„Um es auch an dieser Stelle zu wiederholen: Goderam ist in Hildesheim vor 1022 nicht nachweisbar, seine Unterschrift sucht man vergeblich in der langen Zeugenliste unter der Stiftungsurkunde vom 1. November 1019. […] Das schließt nicht aus, dass in den ab Frühjahr 1013 nachweisbaren Reihen des Konvents von St. Michaelis auch Mönche aus St. Pantaleon zu finden sind.“

Und Günther Binding ist sich sicher:

„[…] dass St. Michael erst 1010 gestiftet bzw. gegründet worden ist und die Mönche erst nach 1011 und vor 1013 angesiedelt wurden; damit kann Goderam frühestens in dieser Zeit nach Hildesheim gekommen sein, also nach der feierlichen Grundsteinlegung 1010; er kann weder den Plan noch die anfängliche Ausführung beeinflusst haben.“

Als dokumentarisch belegbare Zeit für die Berufung Goderams zum Abt des Klosters St. Michaelis bleibt aber nur der Herbst 1022, wahrscheinlich ein Tag in der Woche zwischen dem 3. und 11. November 1022.
Die von den Mönchen von St. Michael seit den Gründungstagen geführten Chroniken des Michaelisklosters in Form von Kurzbiographien der Äbte liefern wiederum ein anderes Bild. Hiernach wird Goderam von Bischof Bernward bereits im Jahre 996 zum Abt eingesetzt.
Diese Quelle stammt in der hier überlieferten Form aus dem Jahre 1521. Schulz-Mons weist detailliert nach, dass diese Zeitangaben sicher nicht korrekt sein können, da der Baubeginn der Michaeliskirche hier, mit keiner sonstigen Quelle verträglich, viel zu früh angesetzt wird. Es scheinen zum Dom gehörige Geistliche mit Brüdern des Klosters verwechselt worden zu sein.
Binding zitiert eine weitere Quelle, diesmal eine Liste der Äbte und Pröpste aus dem Kloster St. Pantaleon in Köln. Diese enthält zwar kein ausdrückliches Datum für den Baubeginn oder -fortschritt, setzt aber die Ernennung Goderams zum Abt in eine zeitliche Folge zu dem Kirchenbau von St. Michaelis:

„Goderam, Mönch und Probst des Klosters St. Pantaleon in Köln, wurde, nachdem er von dort von dem Hildesheimer Bischof Bernward geholt worden ist, zum ersten Abt des ausgezeichneten Klosters St. Michaelis in Hildesheim, das von diesem ebenerst gegründet und erbaut worden ist, gemacht.“

Hieraus folge, so Binding, zweierlei: dass Goderam erst als Abt nach Hildesheim kam und dass bei seiner Einsetzung die Kirche schon gebaut war (insignis Monasterii S. Michaelis intra Hildesium ab eodem recens fundati et constructi).
Unbeschadet dieser entgegenstehenden Tatsachen bleibt es aber wenigstens vorstellbar, dass Goderam schon während der Planungs- und Bauzeit der Michaeliskirche in Hildesheim war, ein Gedanke, der manchen Historiker fasziniert. So könne die Arbeitsteilung zwischen dem Bauherren, dem Bischof Bernward, der als architectus sapiens die ecclesia spiritualis als „himmlisches Jerusalem“ konzipiert, und dem Bauleiter und eigentlichen Architekten, dem architectus caementarius, der die ecclesia materialis realisiert, wunderbar überhöht werden.
Hans Roggenkamp etwa schreibt:

„Diese Lesart, angewandt auf Bernwards Stellung zu St. Michael, führt dahin, in ihm den geistigen Schöpfer des Raumgedankens zu sehen. Er darf wohl Architectus sapiens genannt werden, er, der die Raumvorstellung in sich trug, deren Maße angeben konnte und dabei aus dem Wissen und Glauben einer geschlossenen Weltanschauung schöpfte. Nach der frühmittelalterlichen Dreiteilung der Architektur in dispositio, constructio, venustas [Entwurf, Konstruktion, Schönheit] würde am ehesten Bernward die Aufgabe der Anordnung zuzusprechen sein, Goderamus die der Konstruktion. Bischof Bernward der Wissenschaftler, Abt Goderamus der magister fabricae, Vitruvius und Boethius beider Muster und Meister, das sind die rationalen Kräfte an St. Michael.“

Ganz im Sinne dieser Arbeitsteilung sieht Nico Strube in dem Zusammenwirken von Bernward und Goderam im Geiste Vitruvs beim Bau der Michaeliskirche nicht nur den Einfluss rationaler Kräfte auf St. Michael, sondern das Wirken einer besonderen Spiritualität.